# Broš
Broš je ukras koji se nosi zakopčan na odjeću, nekada je i bio isključivo funkcionalan te je služio kao kopča. Obično je načinjen od metala, često plemenitog, no može biti od bilo kakovog drugog materijala (plastike, stakla, keramike, drveta ili čak papira). Metalni su broševi često urešeni emajlom i dragim ili poludragim kamenjem. Najstariji primjerci potječu još iz brončanog doba.